# Anna Morawska
Anna Morawska, geborene Żelazna, Pseudonym Maria Garnysz (* 24. Januar 1922 in Zakopane, Zweite Polnische Republik; † 19. August 1972 in Krakau), war eine polnische Publizistin, Übersetzerin und Schriftstellerin; sie schrieb 1970 die Biografie über den deutschen Märtyrer Dietrich Bonhoeffer.

## Leben

### Jugend und Ausbildung
Anna Żelazna war die Tochter des Arztes Józef Żelazny. Sie besuchte das Lyzeum und absolvierte es mit der Matura im Frühjahr 1939. Nach dem Überfall auf Polen im September 1939 arbeitete sie im Generalgouvernement als Angestellte in Krankenhäusern, zuletzt in Krakau. Nach der Beendigung des Zweiten Weltkrieges studierte sie Anglistik, französische Literaturwissenschaft und Philosophie an der Jagiellonen-Universität. Während der Studienzeit erlernte sie die deutsche Sprache und heiratete 1949 Stefan Morawski.

### Beruf und Wirken
Nach dem Studium war Anna Morawska zuerst als Angestellte in einer Bibliothek tätig. Die ersten Artikel publizierte sie bis 1955 im Verlag der polnischen katholischen Laienvereinigung PAX. In den Jahren 1950–1960 reiste sie mehrmals nach  Taizé und lernte bei der Gemeinschaft von Taizé eine andere Art des Glaubens und der Liturgie kennen. Oft war sie in der Deutschen Demokratischen Republik und nahm Kontakte mit Elisabeth Adler in Ost-Berlin, Günter Särchen in Magdeburg und Lothar Kreyssig auf. Im Jahr 1966 nahm sie als Rednerin am Weltkongress von Pax Romana in Lyon teil. 
Der Sozialpädagoge Günter Särchen und der Präses der Evangelischen Synode Lothar Kreyssig gründeten 1958 die Aktion Sühnezeichen Friedensdienste, organisierten seit 1960 jährliche Pilgerreisen in die Volksrepublik Polen und bauten ein Polenseminar auf. Unter der Verantwortung von Aktion Sühnezeichen wurde das Anna-Morawska-Seminar aufgebaut, aus dem später die Anna-Morawska-Gesellschaft e.V. hervorging. Ein Zweig des Anna-Morawska-Seminars entstand in Ost-Berlin unter der Leitung des Bürgerrechtlers Ludwig Mehlhorns. Im Jahr 1988 nahm Günter Särchen den Deutsch-Polnischen Preis für die Anna-Morawska-Gesellschaft e.V. entgegen.

## Bücher (Auswahl)
- Perspektywy. Katolicyzm a współczesność. SIW Znak, Więź, Warszawa 1963.
- Spór o uczciwość wobec Boga. Wybór tekstów. Biblioteka Więźi, 1966.
- Wybór pism. Dietrich Bonhoeffer. Biblioteka Więźi, Znak, Warszawa-Kraków 1970.
- Dietrich Bonhoeffer. Chrześcijanin w Trzeciej Rzeszy. SIW Znak, Więź, Warszawa 1970.
  - Übersetzung Winfried Lipscher; Dietrich Bonhoeffer. Ein Christ im Deutschen Reich mit Vorwort von Tadeusz Mazowiecki. Aschendorff Verlag, Münster 2011, ISBN 978-3-402-12931-9.

## Übersetzungen (Auswahl)
- Karl Rahner: Über die Möglichkeit des Glaubens heute. (O możliwości wiary dzisiaj). Wydawnictwo Znak, Kraków 1965, ISBN 83-7006-048-X.
- Paul Tillich: Taizé 1940–1965. Znak 1965, S. 986–1010.
- Karl Rahner: Von der Not und dem Segen des Gebets. (Kiedy się modlisz).
- als Maria Garnysz: Vance Packard: The People Shepers. (Manipulacja masami). Znak 7(49), S. 785–795.
- Josef Pieper: Tod und Unsterblichkeit. (Śmierć i nieśmiertelność). Znaki Czasu,  Éditions du Dialogue, Paris 1970.